# Arrival (とんねるずのアルバム)
「Arrival」（アライヴァル）は、とんねるず11枚目のアルバム。1994年9月15日発売。三方背BOXパッケージ仕様。

## 概要
アルバム・タイトルは前事務所から独立した、とんねるずが設立した現在の事務所名。前作・前々作と異なり後藤次利が5曲のみ楽曲提供に留まっている。3曲目『クラッキー』は、1989年にフジテレビ系で放送、主題歌が発売された「ハウス世界名作劇場」『ピーターパンの冒険』主題歌「もう一度ピーターパン」挿入歌「夢よ開けゴマ!」以来の秋元康・井上ヨシマサによる楽曲。後にAKB48の楽曲で大きくそのグループ名を音楽史に残した2人の、アニメ曲以外での初顔合せ作品である。

## 収録曲
全曲　作詞：秋元康（特記以外）
1. LATE SHOW
作曲・編曲：後藤次利／コーラスアレンジ：坪倉唯子
日本テレビ系「とんねるずの生でダラダラいかせて!!」エンディング・テーマ曲。
2. 風はどこへ吹くのだろう
作曲・編曲：後藤次利／コーラスアレンジ：曳田修・鈴木弘明
3. クラッキー
作曲・編曲：井上ヨシマサ
フジテレビ系「ラスタとんねるず'94」オープニング・テーマ曲。
4. HEY BROTHER
作曲：鴨井学／編曲：樫原伸彦
5. 東京
作曲・編曲：樫原伸彦
6. 男泣き
作曲：鈴木キサブロー／編曲：武部聡志
7. リアシート
作曲・編曲：後藤次利／コーラスアレンジ：坪倉唯子
石橋貴明ソロ曲。
8. HONEY
作詞：木梨憲武／作曲・編曲：武内享
木梨憲武ソロ曲。
9. Arrival
作曲・編曲：後藤次利／コーラスアレンジ：曳田修
10. バラードでGOOD BYE!
作曲・編曲：後藤次利／コーラスアレンジ：坪倉唯子